# Ivanhood
Ivanhood is een Nederlandse film uit 1992 van Paul Ruven met in de hoofdrollen Christo van Klaveren en Carine Korteweg.
De film is gebaseerd op een origineel scenario van Paul Ruven. Hij liet zich inspireren door de televisieseries Ivanhoe en Floris. Ivanhood was een samenwerkingsproject van het Mediafonds en de Toneelschool Maastricht. De film, die overigens niet was bedoeld als commerciële productie, ging in 1992 in première tijdens de Nederlandse Filmdagen 1992. Er kwamen 238 bezoekers. De KRO zond de film later uit op televisie.

## Verhaal
Ridder Ivanhood wordt door een geheimzinnige stem opgeroepen tot een queeste, hij moet het raadsel van zijn afkomst binnen twintig dagen oplossen. Als hij faalt dan wacht hem een zekere dood. Het enige aanknopingspunt dat de stem geeft is de opdracht, 'zoek het kruis' . Ivanhood gaat op weg en doorkruist zijn geboorteland Atlantis op zoek naar de oplossing. Op zijn reis trekt hij van kasteel naar kasteel en vindt daar diverse willige jonkvrouwen, maar ook geheimzinnig figuren met baarden. Al snel blijkt dat zijn zwaard veel minder doeltreffend is dan zijn tong, zijn kleurrijke taal weet hem uit menige confrontatie te redden. Voor de arme ridder wordt het er niet makkelijker op als blijkt dat de raadsels alleen maar groter worden.

## Rolverdeling
| Acteur               | Personage |
| -------------------- | --------- |
| Christo van Klaveren | Ivanhood  |
| Carine Korteweg      | Robijn    |
| Alice Reys           | Saffier   |
| Maike Meijer         |           |
| Odette van der Molen |           |

## Achtergrond
Het Mediafonds, een instelling die cultureel media-aanbod via radio en televisie wil stimuleren, werkte in de jaren tachtig/negentig van de twintigste eeuw samen met de Toneelschool Maastricht. Men wilde elk jaar een productie met de toneelschool maken. Eerdere producties waren : Zeitgeist (regie: Chris Stuur), Viermaal mijn hart (regie: (Heddy Honigmann) en Verhalen die ik mijzelf vertel ook van Heddy Honigmann. Regisseur Paul Ruven was aangetrokken voor de productie in 1992. Ruven die in 1991 afgestudeerd aan de filmacademie met zijn examenfilm De tranen van Maria Machita, stond voor de moeilijke opgave om een filmproject te realiseren met de eindexamenklas van de Toneelschool Maastricht. De lichting van 1992 bestond namelijk uit tien vrouwen en één man. De jonge regisseur besloot een persiflage te maken op televisieseries als Ivanhoe (1958) en Floris (1969). Hij had echter nauwelijks budget, dus een echte historische film zat er niet in. Dus gebruikte Ruven een oude truc die in de jaren dertig-vijftig van de twintigste eeuw vaak in films werd toegepast, het grootste deel van de reis van ridder Ivanhood is te volgen op een in beeld gebrachte kaart. Aangezien er ook geen stuntmensen betaald konden worden, is Ivanhood goed van tongriem gesneden in plaats van dat hij zijn zwaard laat spreken. In de film wordt een 'pseudomiddeleeuws' gesproken dat door de eindexamenstudenten bewust toneelmatig wordt uitgesproken. Een aantal van de actrices werd voorzien van een aangeplakte baard. Ivanhood werd door de, overigens wel professionele, crew in omgekeerde volgorde en in zwart-wit opgenomen. In tegenstelling tot de normale 35 mm werd gebruikgemaakt van 16mm-film.

## Ontvangst
De film ging samen met nog twee films van Paul Ruven in première op de Nederlandse Filmdagen. De pers was niet onder de indruk en noemde Ivanhood een 'mal tussendoortje' en 'ongein'.